# Ménage all'italiana
Ménage all'italiana è un film italiano del 1965 diretto da Franco Indovina. 
È l'esordio assoluto di Romina Power.

## Trama
Carlo Valdesi sposa, una dopo l'altra, ben otto donne, portando avanti un girotondo di bugie, imbrogli, documenti falsificati e opportune sparizioni. Qualcuna di loro, scoperta la cosa, lo vorrebbe morto, qualcun'altra lo perdona e c'è anche chi lo tradisce.